# ロス棚氷

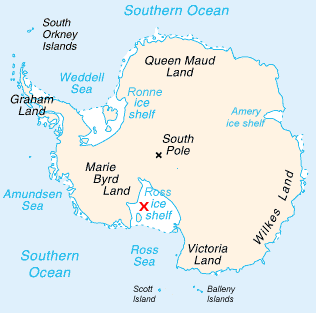
ロス棚氷

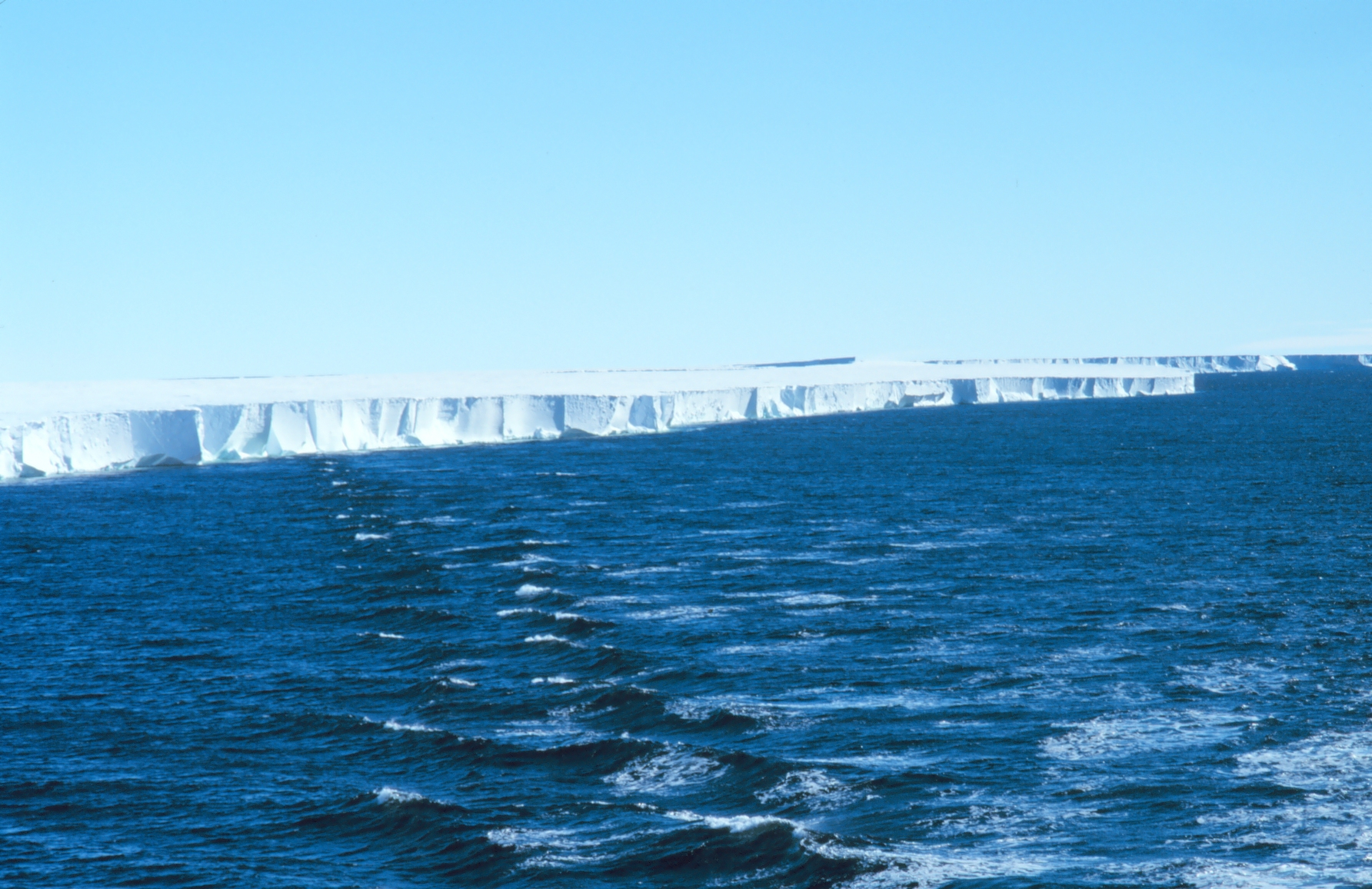
ロス棚氷

ロス棚氷（ロスたなごおり、Ross Ice Shelf）は、南極にある棚氷。ロス海の南部を覆っている。南極にある棚氷としては最大の面積を持つ。

## 地理

### 位置・広がり
太平洋の方向にあるロス海の南部を覆う棚氷である。南極にある棚氷としては最大の面積を持ち、約487,000平方キロメートルと、フランス本土とほぼ同等となっている。氷の厚さは200メートル以上におよび、ロス海に対し約600kmの長さで接している。

### 海岸
ロス棚氷周辺の海岸は、地理的に以下のように区分されている（西から東への順）。
| 地域                              | 西限               | 東限               | 説明                                                                                              | 参考  |
| --------------------------------- | ------------------ | ------------------ | ------------------------------------------------------------------------------------------------- | ----- |
| ヒラリー海岸 Hillary Coast        | 78°31' S 166°25' E | 80°23' S 160°45' E | Minna Bluff と Cape Selborne の間。Minna Bluffより北はヴィクトリアランドのScott Coastに接続する。 | [ 1 ] |
| シャクルトン海岸 Shackleton Coast | 80°23' S 160°45' E | 83°45' S 172°45' E | Cape Selborne と Airdrop Peak の間。                                                              | [ 2 ] |
| ドゥフェク海岸 Dufek Coast        | 83°45' S 172°45' E | 84°56' S 167°22' W | Airdrop Peak と Morris Peak の間。                                                                | [ 3 ] |
| アムンゼン海岸 Amundsen Coast     | 84°56' S 167°22' W | 85°45' S 153°00' W | Morris Peak と Scott Glacier西端 の間。                                                           | [ 4 ] |
| グールド海岸 Gould Coast          | 85°45' S 153°00' W | 83°30' S 153°00' W | Scott Glacier西端 と サイプル海岸南限 の間。                                                      | [ 5 ] |
| サイプル海岸 Siple Coast          | 83°30' S 153°00' W | 80°10' S 151°00' W | グールド海岸北限 と 白瀬海岸南限 の間。                                                           | [ 6 ] |
| 白瀬海岸 Shirase Coast            | 80°10' S 151°00' W | 77°07' S 158°01' W | サイプル海岸北限 と Cape Colbeck の間。マリーバードランドの Saunders Coast と接する。             | [ 7 ] |

### 地形・地勢
ロス棚氷内には以下の島がある。
- ルーズベルト島 (南極)
- ロス島
- デバーロール島

氷棚北東部にあるクジラ湾は上陸に適した湾で、多くの探検家がこの地に上陸した。

## 歴史

ロス海・ロス棚氷の地図（アムンセンとスコットによる1911-1912年の南極点到達ルートが記されている）。内側に引かれた緯線が南緯80度線。

ロス海・ロス棚氷の名称は、1841年にこの地域を探検したジェイムズ・クラーク・ロスにちなんで付けられた。
ロバート・スコットやロアール・アムンセンは探検経路として、当地域を通過している。
1912年、日本の白瀬矗はクジラ湾に上陸して南極点を目指したが、南緯80度05分 西経156度37分まで達して断念した。白瀬はその周辺を大和雪原と命名したが、この場所はロス棚氷上である。